# Dexter: Eredendő bűn
A Dexter: Eredendő bűn (eredeti cím: Dexter: Original Sin) amerikai bűnügyi dráma és rejtélyes televíziós sorozat, amelyet Clyde Phillips készített. A Dexter: Új vér folytatásaként a sorozat története azt mutatja be, hogy az önbíráskodó sorozatgyilkos, Dexter Morgan visszaemlékszik fiatalkorára, amely 1991-ben kezdődik, tizenöt évvel a Dexter első évadja előtt. A sorozat amerikai premierje 2024. december 13-án volt a Paramount+ with Showtime-on, míg a magyar premiert a SkyShowtime hozza el 2025. január 30-án.

## Szereplők

### Főszereplők
- Patrick Gibson (MH: Baráth István) – Dexter Morgan, törvényszéki gyakornok a Miami Rendőrségnél
- Christian Slater (MH: Csankó Zoltán) – Harry Morgan, Dexter örökbefogadó apja
- Molly Brown – Debra Morgan, Dexter mostohahúga és Harry lánya
- Christina Milian (MH: Bogdányi Titanilla) – María LaGuerta, az első női gyilkossági nyomozó a Miami Rendőrségnél
- James Martinez – Angel Batista, egy nyomozó, aki Harry mellett dolgozik a Miami Rendőrségnél
- Alex Shimizu – Vince Masuka, egy törvényszéki elemző a Miami Rendőrségnél
- Reno Wilson – Bobby Watt, Harry társa a Miami Rendőrségnél
- Patrick Dempsey – Aaron Spencer, gyilkossági csoport vezetője a Miami Rendőrségnél
- Michael C. Hall (MH: Kőszegi Ákos) – a narrátor/Dexter belső hangja

### Különleges vendégszereplők
- Sarah Michelle Gellar – Tanya Martin

### Mellékszereplők
- Brittany Allen – Laura Moser
- Raquel Justice – Sofia Rivera
- Jeff Daniel Phillips – Levi Reed
- Sarah Kinsey – Camilla Figg
- Jasper Lewis – Doris Morgan
- Aaron Jennings – Clark Sanders
- Roberto Sanchez – Tony Ferrer
- Eli Sherman – kicsi Dexter
- Carlo Mendez – Hector Estrada
- Randy Gonzalez – Santos Jimenez
- Joe Pantoliano – Veszett Kutya
- Isaac Gonzalez Rossi – Gio
- Amanda Brooks – Becca Spencer
- London Thatcher – Nicky Spencer

## Epizódok
| #   | Cím                                                | Rendező         | Író                                                                                         | Premier                             |
| --- | -------------------------------------------------- | --------------- | ------------------------------------------------------------------------------------------- | ----------------------------------- |
| 1.  | A kezdet kezdetén… (And in the Beginning…)         | Michael Lehmann | Clyde Phillips                                                                              | 2024. december 13. 2025. január 30. |
| 2.  | Kisgyerek az édességboltban (Kid in a Candy Store) | Michael Lehmann | Katrina Mathewson és Tanner Bean                                                            | 2024. december 20. 2025. január 30. |
| 3.  | Miami Vice (Miami Vice)                            | Monica Raymund  | Safura Fadavi                                                                               | 2024. december 20. 2025. január 30. |
| 4.  | Koccanás (Fender Bender)                           | Monica Raymund  | Nick Zayas                                                                                  | 2024. december 27. 2025. február 6. |
| 5.  | Családi gebasz (F Is for Fuck Up)                  | Michael Lehmann | Alexandra Franklin és Marc Muszynski                                                        | 2025. január 3. 2025. február 13.   |
| 6.  | A gyilkolás öröme (The Joy of Killing)             | Michael Lehmann | Terry Huang                                                                                 | 2025. január 10. 2025. február 20.  |
| 7.  | A nagy hullaprobléma (The Big Bad Body Problem)    | Monica Raymund  | Katrina Mathewson és Tanner Bean                                                            | 2025. január 24. 2025. február 27.  |
| 8.  | Munka és szórakozás (Business and Pleasure)        | Monica Raymund  | Forgatókönyv: Mary Leah Sutton Történet: Mary Leah Sutton                                   | 2025. január 31. 2025. március 6.   |
| 9.  | Véradás (Blood Drive)                              | Michael Lehmann | Forgatókönyv: Scott Reynolds Történet: Scott Reynolds és Alexander Kellerman                | 2025. február 7. 2025. március 13.  |
| 10. | Vérvonal (Cold Blues)                              | Michael Lehmann | Forgatókönyv: Clyde Phillips Történet: Clyde Phillips, Alexandra Franklin és Marc Muszynski | 2025. február 14. 2025. március 20. |